# Vindelfjällen
Vindelfjällen är ett fjällområde i Sorsele och Storumans kommuner i Lappland, mellan Vindelälvens och Umeälvens dalgångar. Vindelfjällen ingår i Västerbottensfjällen. En stor del av området omfattas av Vindelfjällens naturreservat, som med en yta på 550 000 hektar är Sveriges största naturreservat.

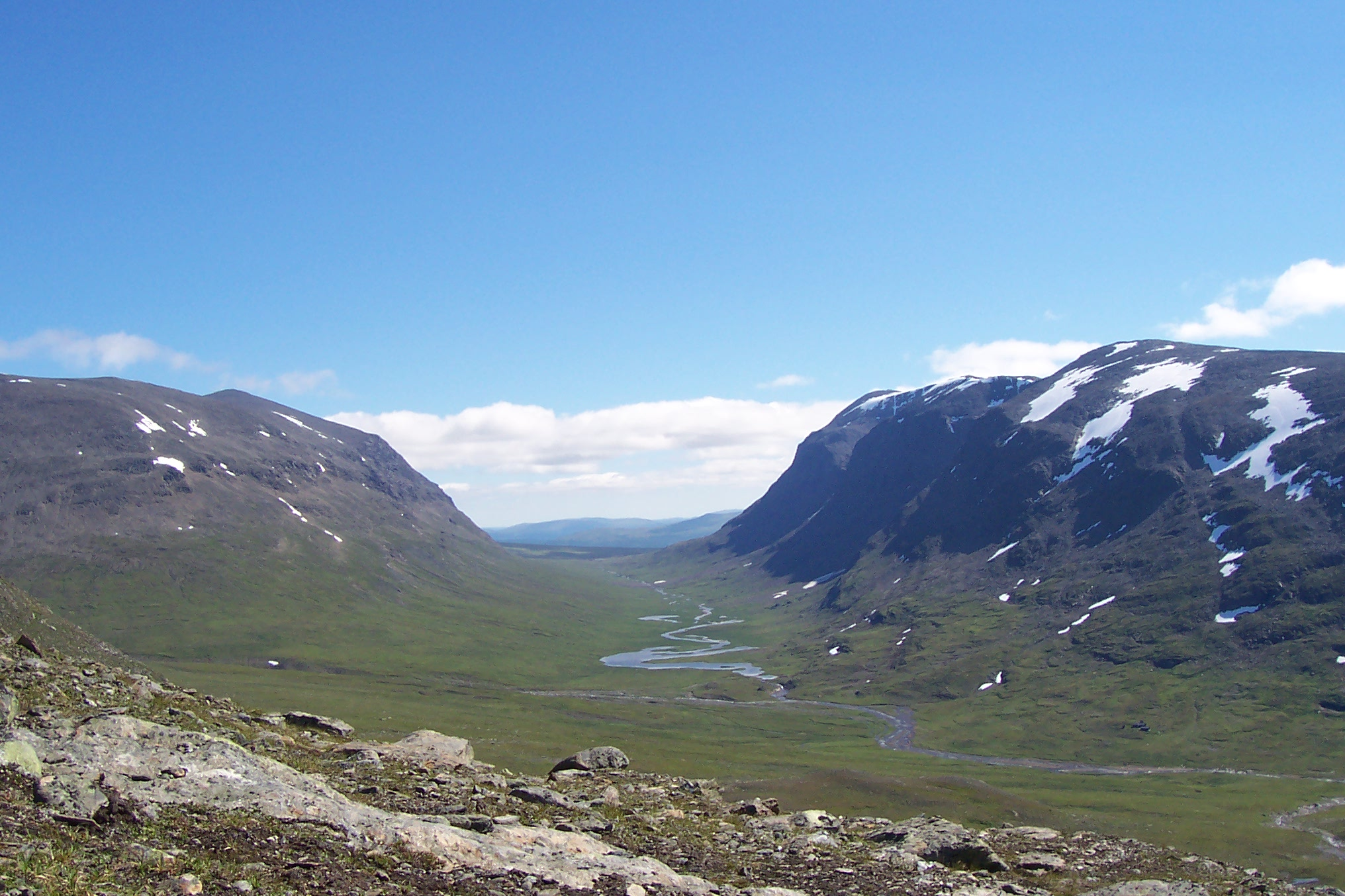
Syterskalet, en U-dal i Norra Storfjället

Området kan delas in i ett flertal mindre samt tre större mer eller mindre sammanhängande massiv: Artfjället (lulesamiska Aartege) väster om Umeälven, Norra Storfjället öster om samma älv samt Ammarfjället (Skeäbllie) väster om Vindelälven. Alla dessa tre massiv ligger i naturreservatet. Norra Storfjället genomkorsas av Kungsleden mellan Ammarnäs och Hemavan samt ett antal mindre sommar- och vinterleder, men i de två övriga massiven finns inga markerade leder.